# Hoffmanns parkiet
De Hoffmanns parkiet (Pyrrhura hoffmanni) is een vogel uit de familie Psittacidae (papegaaien van Afrika en de Nieuwe Wereld). Deze vogel is genoemd naar de Duitse natuuronderzoeker Karl Hoffmann.

## Verspreiding en leefgebied
Deze soort komt voor in Costa Rica en Panama en telt twee ondersoorten:
- P. h. hoffmanni: zuidelijk Costa Rica.
- P. h. gaudens: westelijk Panama.

## Status
De grootte van de populatie is in 2019 geschat op 20.000-50.000 volwassen vogels. Op de Rode lijst van de IUCN heeft deze soort de status niet bedreigd.